# Associazione Calcio Lanerossi Vicenza 1958-1959
Questa voce raccoglie le informazioni riguardanti l'Associazione Calcio Lanerossi Vicenza nelle competizioni ufficiali della stagione 1958-1959.

## Stagione
Ancora molti cambi in casa vicentina, Mario David passa alla Roma, Anthony Marchi al Torino, Jan Aronsson torna in patria, salutano anche Lelio Antoniotti, Giorgio Valentinuzzi e Gino Giaroli. Oliviero Conti è l'unico acquisto significativo, assieme ai rientri dai prestiti di Giobatta Zoppelletto e Luigi Menti. Mister Roberto Lerici sposta Giulio Savoini ad esterno offensivo e viene ripagato con 10 reti, e assegna al giovane Giorgio De Marchi il ruolo di faro del centrocampo. A Sergio Campana viene chiesto un ruolo da rifinitore.
Il Vicenza parte a rilento, poi cresce in gioco e risultati, fino a toccare il quinto posto in classifica, i biancorossi battono i Campioni d'Italia della Juventus sia nell'andata che nel ritorno, infliggono sconfitte all'Inter, al Milan ed alla Roma, memorabile il (5-4) alla Triestina, il derby con il Padova sospeso per nebbia all'87° sul punteggio (1-0). Delle 13 vittorie, ben 10 arrivano dallo Stadio Menti. Il settimo posto finale è il riflesso di un vistoso calo nelle ultime sette partite.
In Coppa Italia i vicentini sono entrati in gioco nel terzo turno, ma sono stati subito estromessi dal Pisa che li ha battuti (3-1), il Pisa che militava in Serie C.

## Rosa
| N. |                   | Ruolo | Calciatore                |
| -- | ----------------- | ----- | ------------------------- |
|    | Italia (bandiera) | P     | Alessandro Bazzoni        |
|    | Italia (bandiera) | P     | Pietro Battara            |
|    | Italia (bandiera) | D     | Giulio Savoini            |
|    | Italia (bandiera) | D     | Guglielmo Burelli         |
|    | Italia (bandiera) | D     | Giancarlo Capucci         |
|    | Italia (bandiera) | D     | Remo Lancioni             |
|    | Italia (bandiera) | D     | Gianfranco Dell'Innocenti |
|    | Italia (bandiera) | C     | Giobatta Zoppelletto      |
|    | Italia (bandiera) | C     | Giorgio De Marchi         |
|    | Italia (bandiera) | C     | Enrico Larini             |

| N. |                   | Ruolo | Calciatore         |
| -- | ----------------- | ----- | ------------------ |
|    | Italia (bandiera) | C     | Giuseppe Fabris    |
|    | Italia (bandiera) | C     | Domenico Bottazzi  |
|    | Italia (bandiera) | A     | Marcello Agnoletto |
|    | Italia (bandiera) | A     | Luigi Menti        |
|    | Italia (bandiera) | A     | Sergio Campana     |
|    | Italia (bandiera) | A     | Renzo Cappellaro   |
|    | Italia (bandiera) | A     | Oliviero Conti     |
|    | Italia (bandiera) | A     | Ferdinando Baston  |
|    | Italia (bandiera) | A     | Giancarlo Fusato   |

## Risultati

### Serie A

#### Girone di andata
| Arbitro: | Mori (Cremona) |

|                                      |           |           |
| Montuori 20’, 51’ Cervato 31’ (rig.) | Marcatori | 79’ Menti |

| Arbitro: | Ferrari (Milano) |

|           |           |  |
| Menti 15’ | Marcatori |  |

| Arbitro: | Lo Bello (Siracusa) |

|          |           |            |
| Arce 81’ | Marcatori | 60’ Larini |

| Arbitro: | Adami (Roma) |

|           |           |                           |
| Menti 42’ | Marcatori | 65’ Barison 78’ Maccacaro |

| Arbitro: | Gambarotta (Genova) |

|                |           |  |
| Di Giacomo 90’ | Marcatori |  |

| Arbitro: | Bonetto (Torino) |

|                          |           |  |
| Cappellaro 27’ Menti 29’ | Marcatori |  |

| Arbitro: | Guarnaschelli (Pavia) |

|                                               |           |             |
| Griffith 15’ (rig.) Da Costa 55’ Lojodice 90’ | Marcatori | 21’ Savoini |

| Arbitro: | Moriconi (Roma) |

|                           |           |  |
| Angelillo 78’, 90’ (rig.) | Marcatori |  |

| Arbitro: | Babini (Ravenna) |

|             |           |  |
| Campana 16’ | Marcatori |  |

| Arbitro: | Butti (Como) |

|                          |           |                                     |
| Charles 6’ Boniperti 34’ | Marcatori | 17’ Agnoletto 61’ Menti 85’ Campana |

| Arbitro: | Campanati (Milano) |

|             |           |              |
| Savoini 44’ | Marcatori | 41’ Pascutti |

| Arbitro: | Marchese (Napoli) |

|                         |           |                           |
| Rebizzi 76’, 86’ (rig.) | Marcatori | 22’ Savoini 71’ De Marchi |

| Arbitro: | Orlandini (Roma) |

|                                             |           |                        |
| Conti 15’ Cappellaro 64’ (rig.) Savoini 80’ | Marcatori | 44’ Brighenti 86’ Moro |

| Arbitro: | Ubezio (Novara) |

|               |           |                              |
| Cappellaro 8’ | Marcatori | 21’ (rig.) Ocwirk 66’ Milani |

| Ferrara 11 gennaio 1959 15ª giornata | SPAL             | 0 – 0 | L.R. Vicenza | Stadio Comunale\| Arbitro: \| Bonetto (Torino) \| |
| Arbitro:                             | Bonetto (Torino) |       |              |                                                   |

| Arbitro: | Moriconi (Roma) |

|                                          |           |                                                                 |
| Savoini 2’, 37’ Cappellaro 24’, 34’, 72’ | Marcatori | 18’ (aut.) Dell'Innocenti 22’ Tortul 79’ Del Negro 82’ Bresolin |

| Arbitro: | Marangio (Roma) |

|                         |           |  |
| Conti 55’ De Marchi 83’ | Marcatori |  |

#### Girone di ritorno
| Arbitro: | Liverani (Torino) |

|           |           |                       |
| Menti 30’ | Marcatori | 70’ Segato 86’ Petris |

| Arbitro: | Rebuffo (Milano) |

|  |           |                   |
|  | Marcatori | 49’ (aut.) Molino |

| Arbitro: | Angelini (Firenze) |

|                  |           |  |
| Savoini 81’, 89’ | Marcatori |  |

| Arbitro: | Bonetto (Torino) |

|  |           |                |
|  | Marcatori | 60’ Cappellaro |

| Arbitro: | Grignani (Milano) |

|                            |           |                                     |
| Savoini 60’ Cappellaro 66’ | Marcatori | 22’, 72’ Di Giacomo 31’ Del Vecchio |

| Milano 15 marzo 1959 23ª giornata | Milan               | 0 – 0 | L.R. Vicenza | Stadio San Siro\| Arbitro: \| Gambarotta (Genova) \| |
| Arbitro:                          | Gambarotta (Genova) |       |              |                                                      |

| Arbitro: | Bonetto (Torino) |

|                                        |           |              |
| Conti 17’, 27’ Savoini 34’ Campana 82’ | Marcatori | 50’ Da Costa |

| Arbitro: | Marchese (Napoli) |

|                              |           |              |
| Cappellaro 60’ Agnoletto 64’ | Marcatori | 36’ Skoglund |

| Arbitro: | Angelini (Firenze) |

|             |           |  |
| Lorenzi 48’ | Marcatori |  |

| Arbitro: | De Robbio (Torre Annunziata) |

|           |           |  |
| Conti 55’ | Marcatori |  |

| Arbitro: | Liverani (Torino) |

|            |           |  |
| Perani 59’ | Marcatori |  |

| Vicenza 26 aprile 1959 29ª giornata | L.R. Vicenza     | 0 – 0 | Bari | Stadio Romeo Menti\| Arbitro: \| Orlandini (Roma) \| |
| Arbitro:                            | Orlandini (Roma) |       |      |                                                      |

| Arbitro: | Pieri (Trieste) |

|                         |           |              |
| Brighenti 22’, 55’, 67’ | Marcatori | 7’ Agnoletto |

| Arbitro: | De Magistris (Torino) |

|                  |           |  |
| Grabesu 44’, 72’ | Marcatori |  |

| Arbitro: | Fauquemberghe |

|                       |           |                |
| Cappellaro 62’ (rig.) | Marcatori | 49’ Pandolfini |

| Trieste 2 giugno 1959 33ª giornata | Triestina        | 0 – 0 | L.R. Vicenza | Stadio Giuseppe Grezar\| Arbitro: \| Jonni (Macerata) \| |
| Arbitro:                           | Jonni (Macerata) |       |              |                                                          |

| Arbitro: | Moriconi (Roma) |

|                      |           |  |
| De Marchi 70’ (aut.) | Marcatori |  |

### Coppa Italia

#### Terzo Turno
| Pisa 14 settembre 1958 3º turno                                              | Pisa      | 3 – 1         | Lanerossi Vicenza | Stadio Arena Garibaldi |
| \| \| \| \| \| Ricoveri 1’, 14’ Nundini 71’ \| Marcatori \| 24’ De Marchi \| |           |               |                   |                        |
|                                                                              |           |               |                   |                        |
| Ricoveri 1’, 14’ Nundini 71’                                                 | Marcatori | 24’ De Marchi |                   |                        |

## Statistiche

### Statistiche di squadra
| Competizione | Punti | In casa | In casa | In casa | In casa | In casa | In casa | In trasferta | In trasferta | In trasferta | In trasferta | In trasferta | In trasferta | Totale | Totale | Totale | Totale | Totale | Totale | DR |
| Competizione | Punti | G       | V       | N       | P       | Gf      | Gs      | G            | V            | N            | P            | Gf           | Gs           | G      | V      | N      | P      | Gf     | Gs     | DR |
| ------------ | ----- | ------- | ------- | ------- | ------- | ------- | ------- | ------------ | ------------ | ------------ | ------------ | ------------ | ------------ | ------ | ------ | ------ | ------ | ------ | ------ | -- |
| Serie A      | 34    | 17      | 10      | 3       | 4       | 30      | 19      | 17           | 3            | 5            | 9            | 11           | 22           | 34     | 13     | 8      | 13     | 41     | 41     | 0  |
| Coppa Italia |       | -       | -       | -       | -       | -       | -       | 1            | 0            | 0            | 1            | 1            | 3            | 1      | 0      | 0      | 1      | 1      | 3      | -2 |
| Totale       |       | 17      | 10      | 3       | 4       | 30      | 19      | 18           | 3            | 5            | 10           | 12           | 25           | 35     | 13     | 8      | 14     | 42     | 44     | -2 |

### Statistiche dei giocatori
| Giocatore         | Serie A  | Serie A | Coppa Italia | Coppa Italia | Totale   | Totale |
| Giocatore         | Presenze | Reti    | Presenze     | Reti         | Presenze | Reti   |
| ----------------- | -------- | ------- | ------------ | ------------ | -------- | ------ |
| M. Agnoletto      | 33       | 3       | ?            | ?            | 33+      | 3+     |
| F. Baston         | 5        | 0       | ?            | ?            | 5+       | 0+     |
| P. Battara        | 9        | -8      | ?            | ?            | 9+       | -8+    |
| A. Bazzoni        | 25       | -33     | ?            | ?            | 25+      | -33+   |
| D. Bottazzi       | 2        | 0       | ?            | ?            | 2+       | 0+     |
| G. Burelli        | 34       | 0       | ?            | ?            | 34+      | 0+     |
| S. Campana        | 31       | 3       | ?            | ?            | 31+      | 3+     |
| R. Cappellaro     | 21       | 10      | ?            | ?            | 21+      | 10+    |
| G. Capucci        | 26       | 0       | ?            | ?            | 26+      | 0+     |
| O. Conti          | 17       | 5       | ?            | ?            | 17+      | 5+     |
| G. Dell'Innocenti | 4        | 0       | ?            | ?            | 4+       | 0+     |
| G. De Marchi      | 27       | 2       | ?            | ?            | 27+      | 2+     |
| G. Fabris         | 8        | 0       | ?            | ?            | 8+       | 0+     |
| G. Fusato         | 1        | 0       | ?            | ?            | 1+       | 0+     |
| R. Lancioni       | 26       | 0       | ?            | ?            | 26+      | 0+     |
| E. Larini         | 12       | 1       | ?            | ?            | 12+      | 1+     |
| L. Menti          | 30       | 6       | ?            | ?            | 30+      | 6+     |
| G. Savoini        | 34       | 10      | ?            | ?            | 34+      | 10+    |
| G. Zoppelletto    | 29       | 0       | ?            | ?            | 29+      | 0+     |